# ドラゴベテ
ドラゴべテ（Dragobete）は2月24日に祝われるルーマニアの伝統的な祝日。
神話上のドラゴべテは、春の到来と厳しい冬の終わりを告げるババ・ドキアの息子である。いくつかの文献によると、彼の尽きることのない優しさにより、聖母マリアによって愛の守護神に選ばれたとされている。

## 解説
この日は特に「鳥の婚約日」として知られている。 もし少年が、彼の運命の人に出会えなければ、その年は不運に見舞われると言われている。実際に鳥が巣作りや交尾を始めるのも、この頃である。地元では春の始まりとされるこの日には、少年少女らは春の花を摘み、共に歌を歌う。かつて多くの村では、乙女たちは地面に積もった雪を集めて溶かし、魔法の薬として、その年の残りの期間を通して使っていた。ドラゴべテに参加した人たちは、その年の残りの期間において、病気、特に熱から守られるとされている。もし天気が許せば、少年少女らは彼らが愛する人のために、スノードロップを摘む。ルーマニアでは、 ドラゴべテは、バレンタインデーのような恋人たちのための日として知られている。
ルーマニアの一部の地域では、この祝日の間に恋人の足を踏み越えると、相手の主導権を握れるという慣習が信じられている。ドラゴべテの慣習は地域によって異なる。
田舎には、花を摘むために少年と少女が森に入った古い伝承がある。家に帰ってくると、 少年はキスをするために少女を追いかけまわし、もし少女が少年を気に入ったら、キスを許したとされている。このことから、ルーマニアには「Dragobetele sărută fetele（訳：ドラゴべテは少女にキスをする）」ということわざがある。
隣国のブルガリアにも同じ目的で結婚式中にパートナーの足を跨ぐ慣習があるが、ドラゴベテとは関係がないと考えられている。

## 参照
- Mărțișor - ルーマニアのもう一つの春の祝日